# Anurophorinae
Sous-famille
Les Anurophorinae sont une sous-famille de collemboles de la famille des Isotomidae.

## Liste des genres
Selon Checklist of the Collembola of the World (version du 6 septembre 2019) :
- Aggressopygus Potapov & Babenko, 2014
- Antarctophorus Potapov, 1992
- Anurophorus Nicolet, 1842
- Appendisotoma Stach, 1947
- Archisotoma Linnaniemi, 1912
- Arlea Womersley, 1939
- Blissia Rusek, 1985
- Cryptopygus Willem, 1901
- Cylindropygus Deharveng, Potapov & Bedos, 2005
- Dagamaea Yosii, 1965
- Dimorphacanthella Potapov, Bu, Huang, Gao & Luan, 2010
- Folsomia Willem, 1902
- Gnathofolsomia Deharveng & Christian, 1984
- Haploisotoma Izarra, 1965
- Hemisotoma Bagnall, 1949
- Isotomiella Bagnall, 1939
- Isotominella Delamare Deboutteville, 1948
- Isotomodella Martynova, 1968
- Isotomodes Axelson, 1907
- Jesenikia Rusek, 1997
- Martynovella Deharveng, 1979
- Micranurophorus Bernard, 1977
- Micrisotoma Bellinger, 1952
- Mucracanthus Stebaeva, 1976
- Mucrosomia Bagnall, 1949
- Neocryptopygus Salmon, 1965
- Octodontophora Tshelnokov, 1990
- Pauropygus Potapov, Gao & Deharveng, 2013
- Pectenisotoma Gruia, 1983
- Pentacanthella Deharveng, 1979
- Proctostephanus Börner, 1902
- Proisotomodes Bagnall, 1949
- Pseudanurophorus Stach, 1922
- Pseudofolsomia Martynova, 1967
- Rhodanella Salmon, 1945
- Sahacanthella Potapov & Stebaeva, 1995
- Secotomodes Potapov, 1988
- Sibiracanthella Potapov & Stebaeva, 1995
- Stachanorema Wray, 1957
- Tetracanthella Schött, 1891
- Tiancanthella Rusek, 1979
- Tuvia Grinbergs, 1962
- Uzelia Absolon, 1901
- Weberacantha Christiansen, 1951
- Womersleyella Salmon, 1944
- Yosiiella Hüther, 1967

## Publication originale
- Börner, 1901 : Zur Kenntnis der Apterygoten-Fauna von Bremen und der Nachbardistrikte. Beitrag zu einer Apterygoten-Fauna Mitteleuropas. Abhandlungen des Naturwissenschaftlichen Vereins zu Bremen, vol. 17, no 1, p. 1-140 (texte original).